# Fék

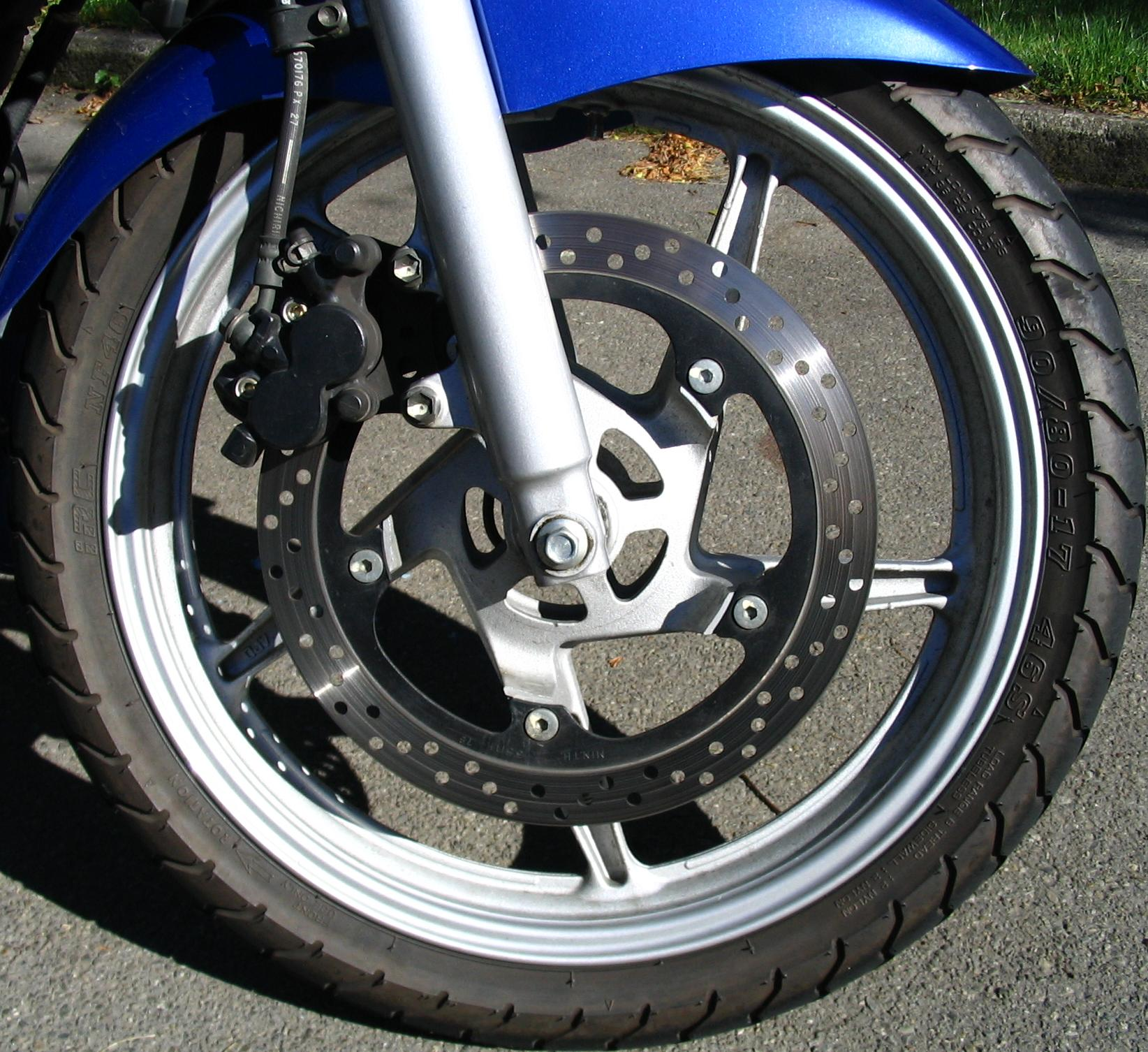
Motorkerékpár tárcsafékje

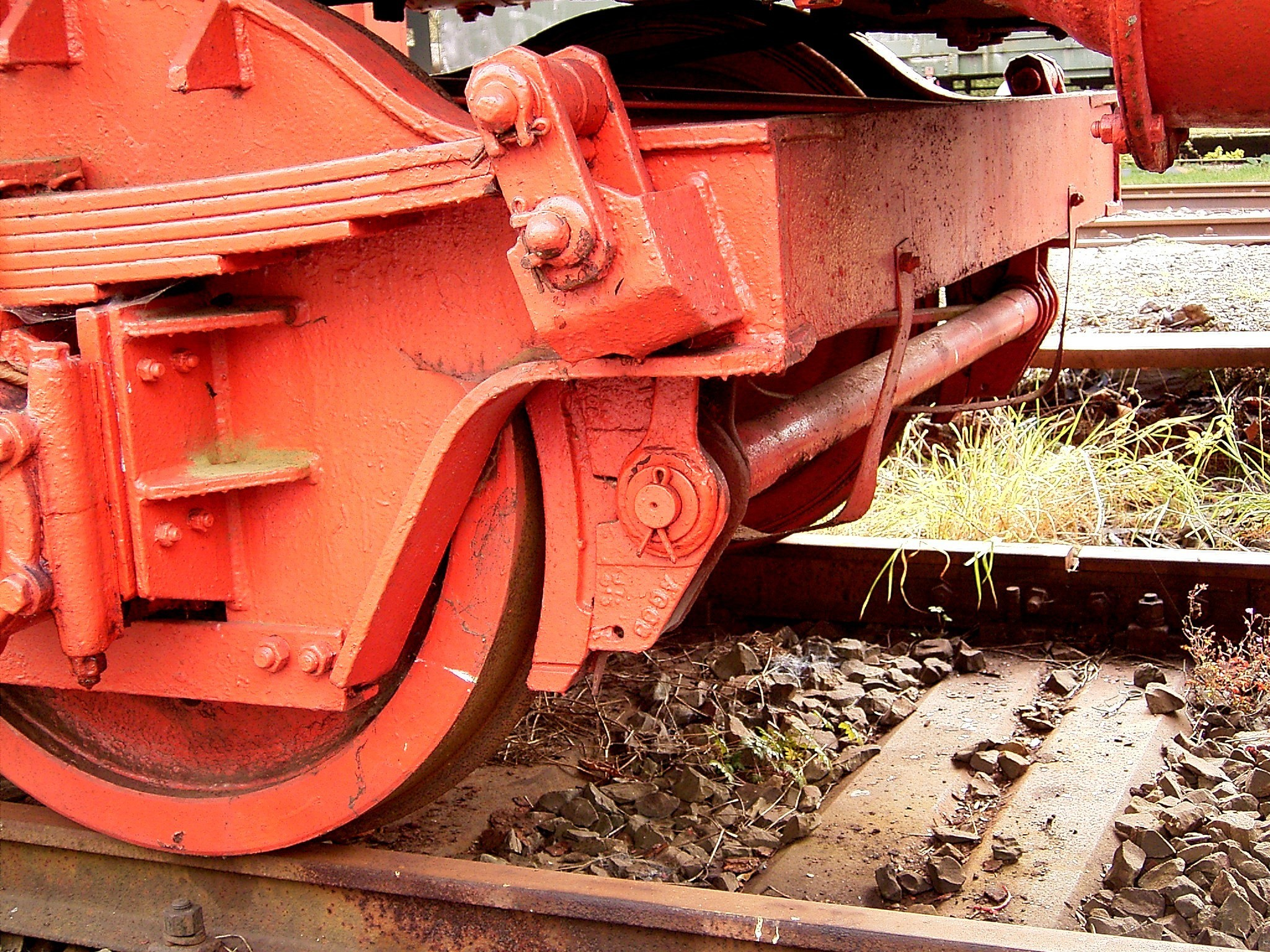
Tuskófék vasúti kocsi

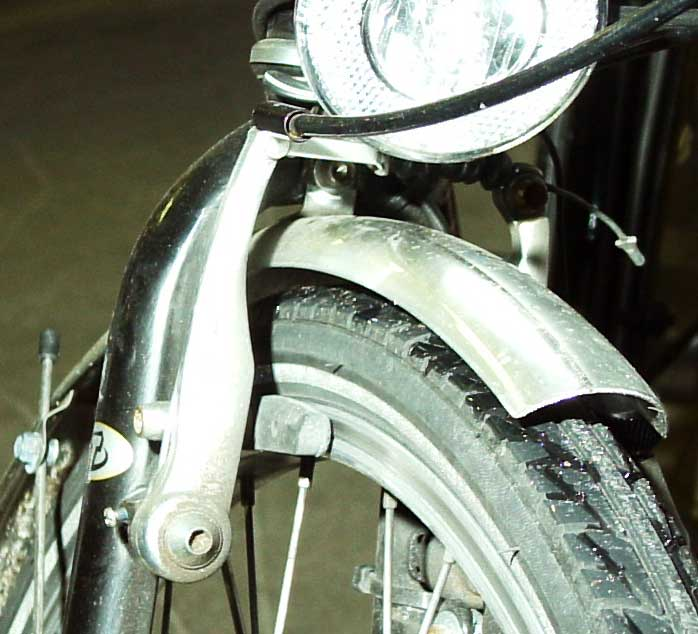
Kerékpárfék

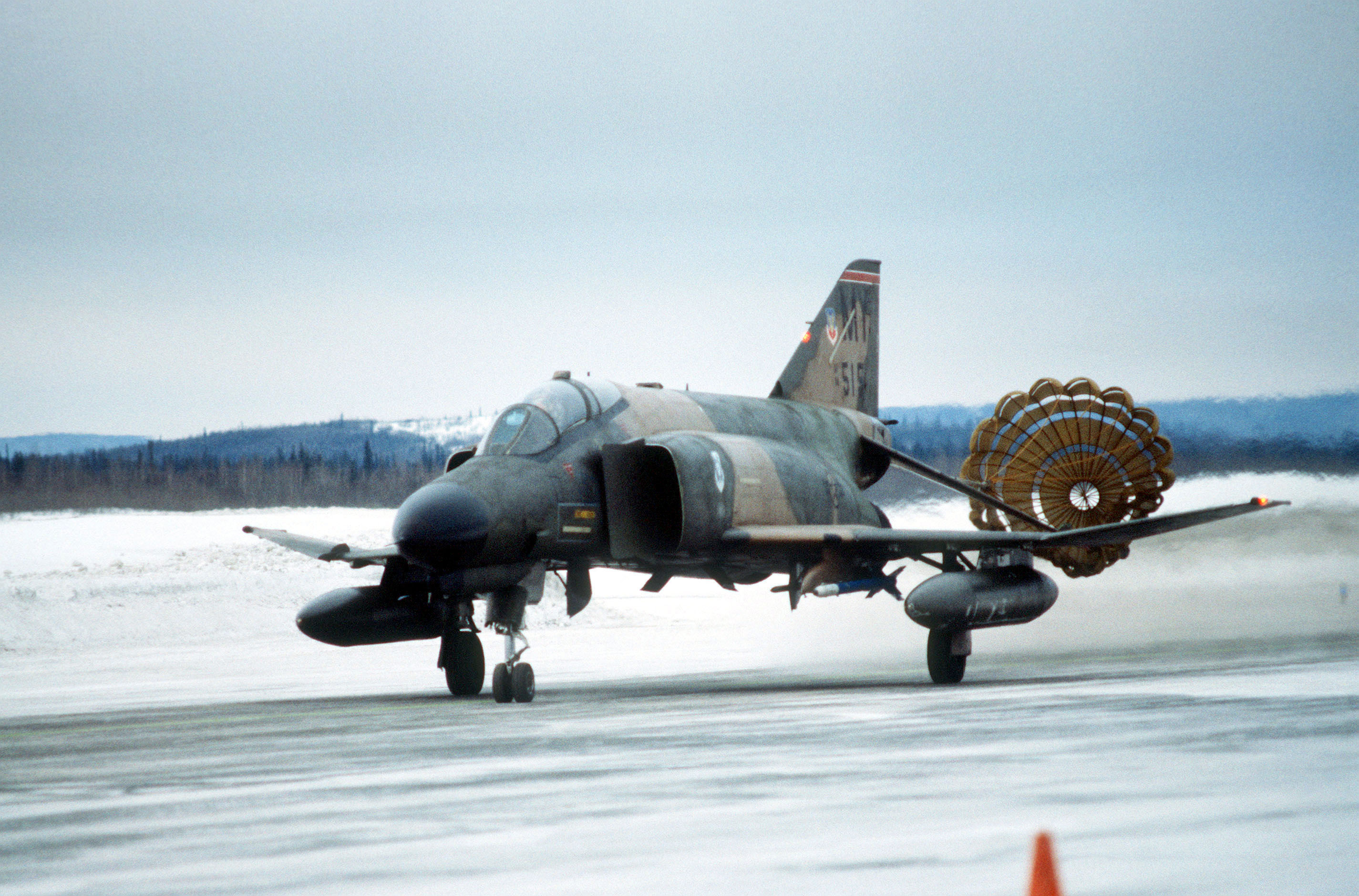
F-4 Phantom fékezőernyővel

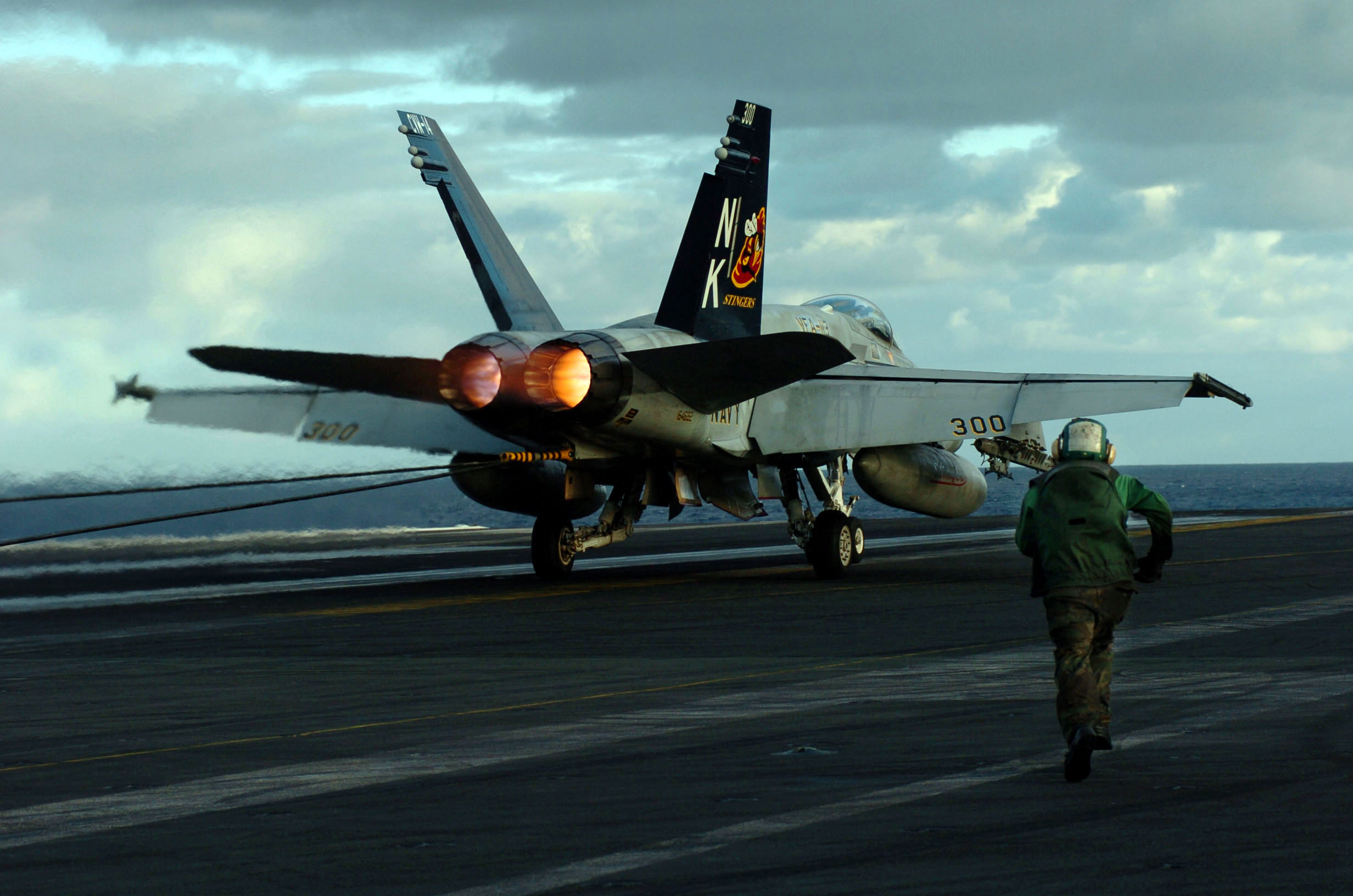
Leszállás repülőgéphordozóra

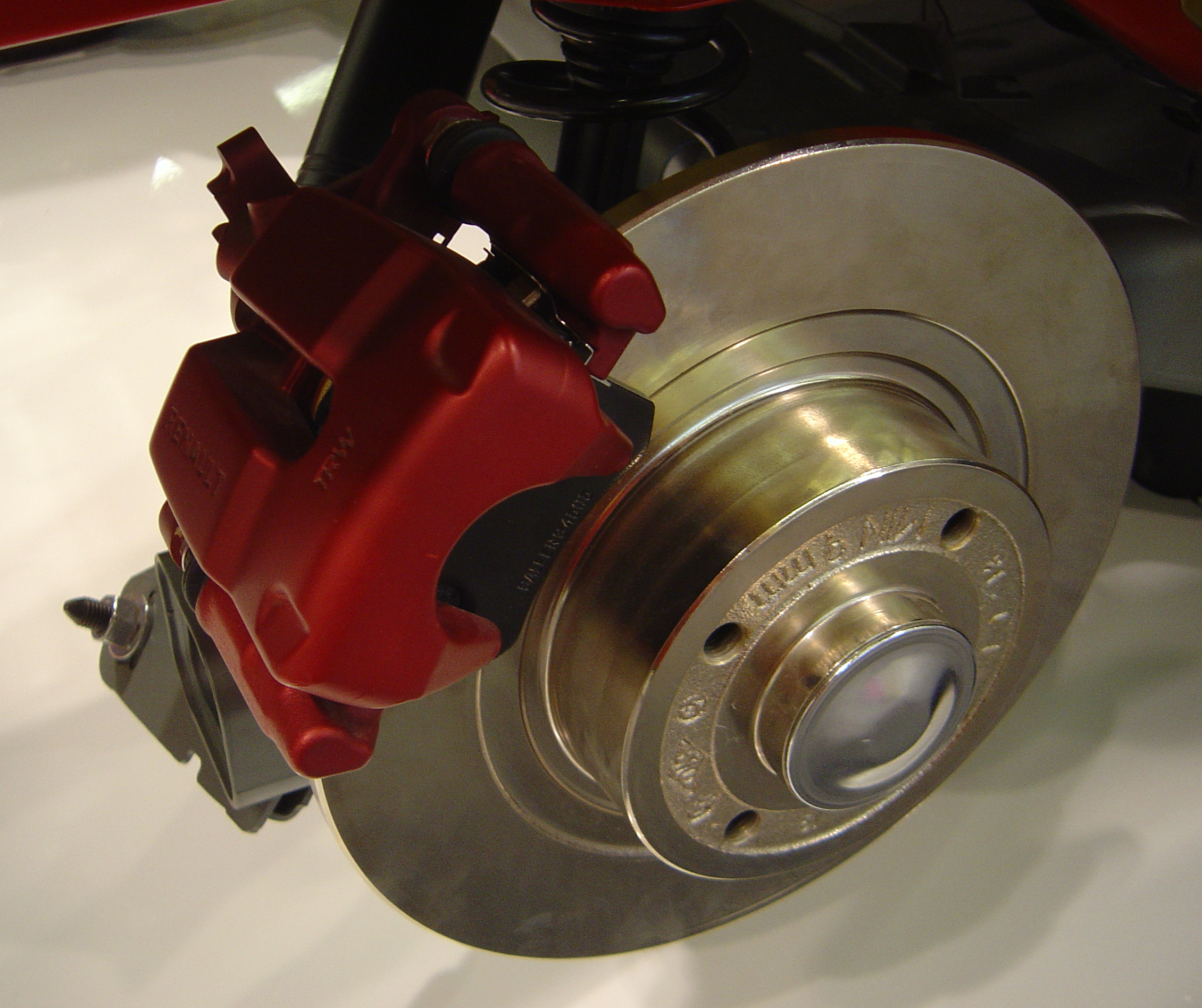
Gépkocsitárcsafék

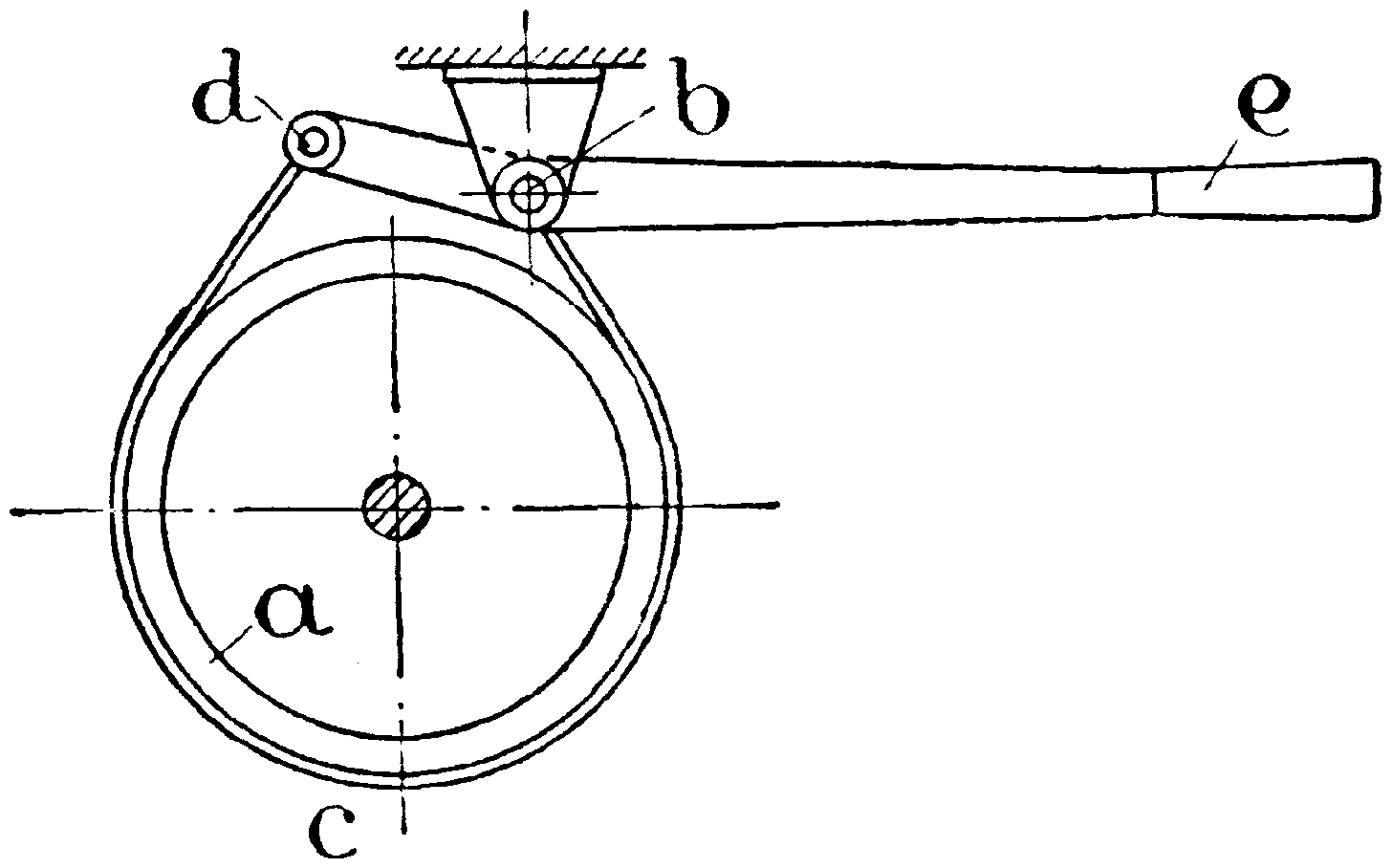
Szalagfék

A fék járművek, gépek mozgásának lassítására, megállítására, és esetenként állóhelyzetben rögzítésére szolgáló szerkezet. 
A fék a mozgó részek kinetikus energiáját általában súrlódás közvetítésével hővé alakítja. A fékezésnek energiagazdálkodás szempontjából fejlettebb módja a regeneratív fékezés, melynél a fékezés közben felszabaduló energia nagy részét lendkerékben, elektromos kapacitásban, sűrített levegő formájában tárolják, vagy generátorral váltóáramot fejlesztenek, mellyel egyenirányítón keresztül akkumulátort töltenek fel, melyet később fel lehet ismét használni.
Megjegyzendő, hogy a mozgási energia a sebesség (vagy fordulatszám) négyzetével nő (E = ½m·v²), ez azt jelenti, hogy ha a jármű sebessége megduplázódik, energiája megnégyszereződik. A fékeknek ennélfogva négyszer több energiát kell felemészteniük, így a jármű megállításához négyszer hosszabb fékútra van szükség. (Ha a fékezőerő és így a gyorsulás is állandó, akkor s = v² / 2a.)

## Kerekes járművek fékei

### Rendeltetésük szerint
A járműveken rendeltetés szerint háromféle fékberendezést alkalmaznak: lassító fék, rögzítő fék és tartós fék.

### Járműtípus szerint
A hagyományos szekerek fékei vagy egyszerű fatuskók, melyeket a kerék külső abroncsához szorítottak, vagy újabban emelőn keresztül működtethető fékpofák.
Kerékpáron régebben az első keréken kézzel, rudazaton keresztül mozgatható gumi felületű fékpofákat szorítottak a gumiabroncs oldalához, a hátsó kerekeket pedig a szabadonfutónak a pedálnak a hajtás irányával ellenkező forgatásával lehetett fékezni. A korszerű kerékpárok tárcsafékkel rendelkeznek, melyeket huzal segítségével kézi fogantyúkkal kezel a kerékpáros.
A vasúti kocsik és mozdonyok fékezését régebben a kerekek futófelületéhez szorított öntöttvas vagy műanyag féktuskókkal, a korszerűbb járműveken pedig a tengelyekre rögzített tárcsafékek alkalmazásával végzik. A fékek működtetése az első időkben rudazaton és csavarorsón keresztül kézzel történt, egyes kocsikon külön fékezőbódét szereltek fel, ahol a fékező vasutas figyelte a forgalmat és szükség esetén beavatkozott. Kezdetben sok vasúti kocsinak egyáltalán nem volt fékberendezése, ezt a mozdonyra és a többi kocsira bízták. Sok komoly baleset származott abból, hogy helytelen vontatási műveletek vagy anyaghiba miatt a szerelvény egy része a mozdonyról leszakadt, és lejtős pályán veszélyesen felgyorsulva ütközött vagy kisiklott. Ezért ma különböző rendszerű biztonsági fékrendszereket alkalmaznak, ezek elsősorban légfékek. A fékút lerövidítéséhez villamosokon gyakran alkalmaznak sínféket is, ezek a sín felett alkalmazott acéltuskók, melyekbe erős elektromágnest szerelnek. Fékezéskor az elektromágnes a tuskót a sínhez szorítja. Villamos vontatásnál gyakran regeneratív fékezést alkalmaznak, ekkor a hajtó villamos motorok generátorként dolgoznak és vagy visszatáplálják a felsővezetékbe a fékezési energiát, vagy ellenállásokon keresztül hővé alakítják. Gőzmozdonyok tolatás közben gyakran ellengőzt adtak, a gőzgép ellentétes irányba mozgatásával fékezték le magukat.
A gépkocsi és motorkerékpár tárcsafékkel vagy dobfékkel van ellátva. A féket régebben a pedálon, szögemelőn és huzalon keresztül lábbal működtették, ma általános a hidraulikus fékmozgatás. Tehergépkocsiknál légféket is használnak. A gépkocsi rögzítését ugyanezeknek a fékberendezéseknek a kézifékkel oldják meg. Gépkocsiknál igen hatásos az ún. motorfék használata, mely úgy történik, hogy a sebességváltót alacsonyabb fokozatba kapcsoljuk, és levesszük a gázpedálról a lábunkat, vagyis kevés keveréket engedünk a hengerekbe. Ekkor a motor teljesítménye kisebb, mint a veszteségei, ezek pedig fékezik a járművet (természetesen teljesen leállítani nem tudják). A súrlódásos fékek használata hosszú időn keresztül (például igen hosszú lejtőn lefelé) veszélyes lehet, mert a felforrósodott fék súrlódási tényezője csökken és a forró fék nem képes a jármű sebességének kézbentartására. Ezért nagy tömegű gépkocsik (teherautók, autóbuszok, vontatók) számára törvény írja elő lejtmenetben a motorfék használatát.

## Más járműveknél
Hajókon nem alkalmaznak féket. Motoros vagy gőzhajókon a haladási sebesség csökkentését (azaz a lassulást) a hajócsavarok vagy lapátkerék reverzálásával (a forgásirány megfordításával) lehet elérni.
Az utasszállító repülőgépek kerekeit a földet érést követően nagy teljesítményű hidraulikus fékekkel fékezik. A kiengedett kerekeket a landolás előtt felpörgetik, hogy a gumiabroncsok kopását csökkentsék. A sugárhajtású utasszállító repülőgépek a gázsugár megfordításával erőteljes fékhatást érnek el, légcsavaros hajtóműveknél a lapátok állásszögének megfelelő elállításával szintén fékezni lehet a repülőgépet. Egyes esetekben fékezőernyők kinyitásával csökkentik a leszálló repülőgép sebességét. A levegőben a legtöbb repülőgép aerodinamikai fékeket, fékszárnyat használ. Ezek különösen fontosak harci repülőgépeknél, vadászgépeknél és zuhanóbombázóknál.
A repülőgéphordozóra leszálló repülőgépek fékezését a fedélzeten a repülési irányra merőlegesen kifeszített kötelekkel oldják meg, melyekbe a gép farkáról lenyújtott horog beakad. A kötél két vége fékezett kötéldobokról csévélődik le.

## Emelőgépek fékezése
Már a középkori bányákban, kikötőkben, építkezéseknél használtak olyan fából ácsolt emelőberedezéseket, melyeket súlyterhelésű fék rögzített álló helyzetben, és csak a fék megemelésével lehetett az emelést vagy süllyesztést végrehajtani. Ha a kezelő a féket elengedte, a berendezés azonnal megállt. Lényegében ezt az elvet valósítják meg a korszerű emelőberendezések (daruk, felvonók, siklók) is. Daruknál gyakran használnak súllyal vagy rugóval működtetett szalagféket, melyet rendszerint elektromágnes old. A rugó oldása és az emelőmotor indítása egyidejűleg történik.

## Féktípusok

### Hidraulikus tárcsafék
A hidraulikus nyomás a főfékhengerben a fékpedál megnyomásával keletkezik, és hatást gyakorol a kerékmunkahengerre és a féknyereg dugattyúira. A féknyereg dugattyúira gyakorolt nyomás egy befogó erőt állít elő, amellyel egyidejűleg a fékbetétek a forgó féktárcsára nyomódnak. A fékbetétek szorítása a hidraulikus nyomással emelkedik.
A tárcsafék főbb részei: dugattyú, védősapka (porvédő mandzsetta), tömítőgyűrű, fékfolyadék és féknyeregház. A tárcsafékeknél az eltolható dugattyút a féknyeregház felé a tömítőgyűrű tömíti le. Ez a tömítőgyűrű a fékdugattyút előfeszítéssel veszi körül, és a nyomás megszűnésekor a dugattyút visszahúzza, valamint a fékbetét kopásával biztosítja az utánállítást is. Tehát a dugattyú a tömítőgyűrű visszanyomó ereje következtében húzódik vissza alaphelyzetbe, a nyomás megszűnése után.
Annak megakadályozására, hogy a tárcsa kopásából adódó hézagnövekedés megengedhetetlen tárcsaütést vagy erős rezgéseket okozzon, lehetőség van a dugattyú csekély mértékű eltolására a féknyeregház irányába. A fékbetét kopásából adódó növekvő kiemelési hézagnál a dugattyúnak nagyobb utat kell megtenni. A dugattyú átcsúszik a tömítőgyűrűn, mivel a gyűrű visszanyomó ereje kisebb lett, mint a súrlódási erő. Az utánállítás tehát fokozat nélkül hajtódik végre, és követi a fékbetét mindenkori kopását. A védősapka (porvédő mandzsetta) akadályozza meg, hogy a külső behatások (por, ferrodo, víz stb.) következtében a dugattyú és a munkahenger felületére szennyeződés rakódjon le.
A fékrendszer kifogástalan működéséhez fokozottan ügyelni kell az alkatrészek állapotára. Amikor a gumialkatrészek elkopnak, vagy a dugattyún lerakódások keletkeznek, a fékezőerő nem kielégítő. Ilyenkor az egyetlen szakszerű javítási mód a meghibásodott alkatrészek cseréje.

## Fékbetétkopás-jelző rendszerek
A biztonságos közlekedéshez nélkülözhetetlen, hogy a vezető mindig naprakész legyen gépjárműve aktuális állapotáról. A fékbetétek kopását jelző berendezéseknek köszönhető, hogy a jármű vezetője mindig működésbiztos fékekkel tud közlekedni.
A kopásjelzőket ma már a féknyeregbe vagy a fékbetétbe ágyazzák, és a pillanatnyi kopás figyelését jellemzően egy kiértékelő elektronika ellenőrzi. A modern haszongépjárműveknél a fékbetét kopásjelzői információval látják el a fékszabályozó elektronikát, amely ennek ismeretében összehangolja a fékbetétek kopási állapotát az összes tengelyen. Információ-átadás szempontjából megkülönböztetünk kopásjelzőket és kopás-végjelzőket, de közöttük a működési elvet illetően nincs különbség.
Tárcsafékeknél három rendszer terjedt el a fékbetétkopás visszajelzésére, ebből kettő elektronikus (vezetékes és tüskés), egy pedig mechanikus elven működik. Elektronikus kopásjelzőknél a dörzsanyagba beágyazott kopásjelzők elkopott fékbetéteknél, a féktárcsával érintkezve áramkört nyitnak meg vagy zárnak be, és ennek hatására a műszerfalba elhelyezett lámpa figyelmeztet a kopási határ (kb. 2 mm) elérésére.
A mechanikus kopásjelzőket szegecseléssel vagy más illesztéssel csatlakoztatják a betéthordozó lapra úgy, hogy amikor a fékbetét eléri a kopási határt, akkor a kopásjelző lemez érintkezik a féktárcsával. Az érintkezés létrejöttekor vibrációs hang keletkezik. Ha a fékbetét elkopott, akkor a kopásjelzőt is cserélni kell.